# Aurora Quezon
Aurora Quezon, nata Aurora Antonia Aragon y Molina, (Baler, 19 febbraio 1888 – Bongabon, 28 aprile 1949), è stata un'infermiera filippina, moglie del secondo presidente delle Filippine Manuel Quezón, nonché First Lady delle Filippine dal 1935 al 1944.
Nonostante sia riconosciuta come seconda First Lady delle Filippine, Quezón fu la prima coniuge di un Presidente filippino ad essere chiamata come tale, in quanto durante l'amministrazione di Emilio Aguinaldo non era utilizzato un onorifico ufficiale per sua moglie Hilaria. Figura molto amata dal popolo filippino, la Quezon divenne nota per la sua partecipazione ad attività e interventi di aiuto umanitario e fu la prima direttrice della Croce Rossa Filippina. Ebbe inoltre un ruolo fondamentale nell'istituzione del suffragio femminile nel paese.
Cinque anni dopo la morte di Manuel L. Quezon avvenuta nel 1944, la Quezón e sua figlia Maria Aurora "Baby" rimasero vittime di un assassinio mentre erano dirette ad un ospedale dedicato alla memoria dell'ex Presidente. L'identità degli assassini non fu mai scoperta, sebbene diverse fonti attribuirono ai membri dell'Hukbalahap la responsabilità dei fatti. La provincia di Aurora ed il parco del memoriale di Aurora furono nominati in suo onore.

## Biografia

### Le origini e la gioventù

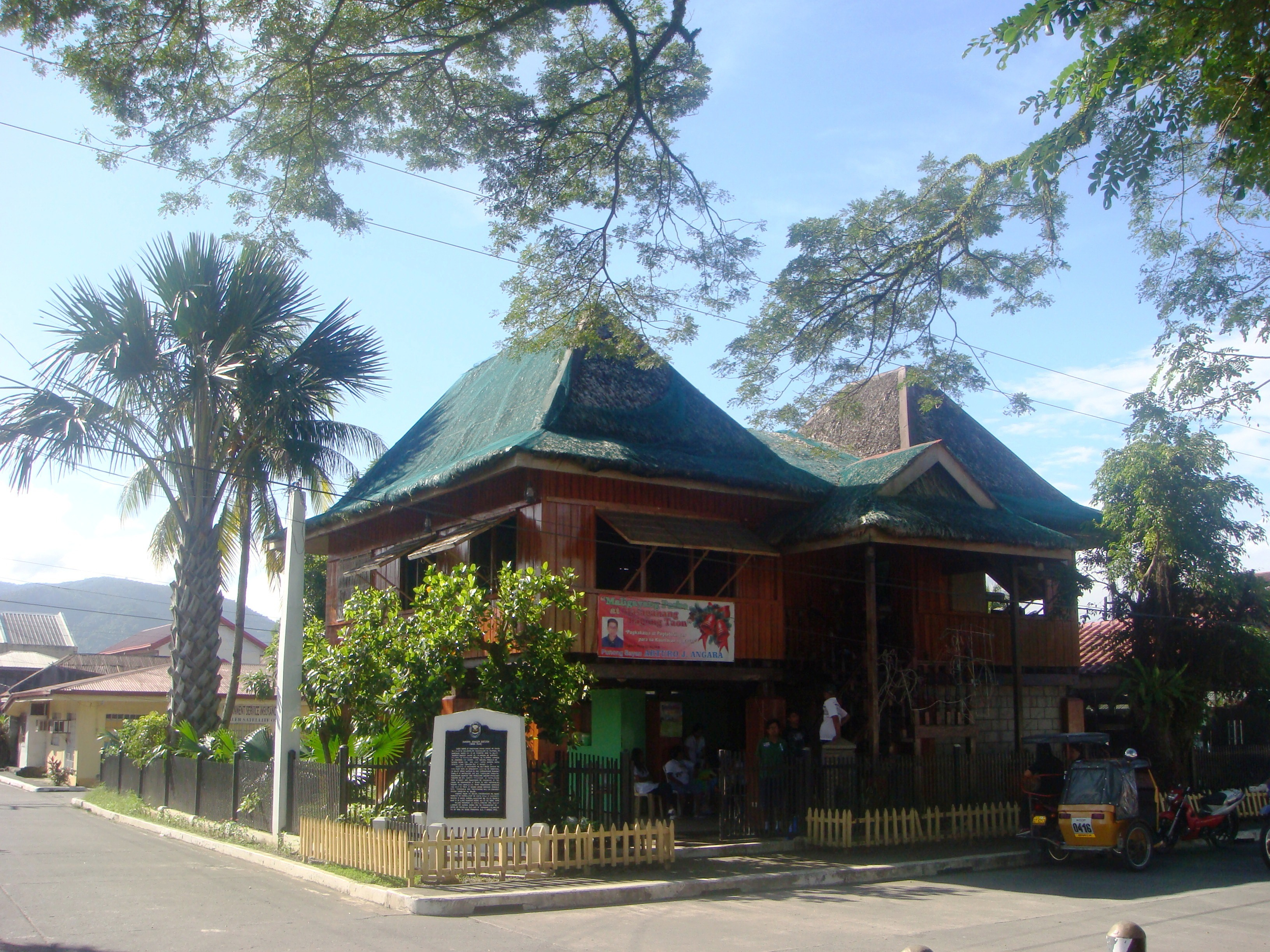
Una replica della casa di Aurora Quezon a Baler, di proprietà del padre Pedro Aragón..

Aurora Aragón nacque il 19 febbraio 1888 nella cittadina di Baler, nella provincia di Aurora, figlia più giovane di Pedro Aragón e Zeneida Molina (1840–1916). Aveva tre sorelle maggiori: Maria, Emilia (1877–1950) e Amparo (1880–1968). Durante la rivoluzione filippina, il padre venne incarcerato dalle forze coloniali in quanto sospettato membro del Katipunan e morì in cattività. Tra le figure importanti nella gioventù di Aurora Aragón ci fu María Dolores Molina, sua zia materna nonché madre di suo cugino e futuro marito Manuel Luis Quezon. In seguito alla cattura di suo padre, la Aragón fu presa sotto la custodia dei genitori di Manuel, María Dolores e Lucio, vivendo per un breve periodo nella medesima abitazione del suo futuro sposo. Dopo la morte dei genitori di Manuel Quezon, quest'ultimo fu adottato dalla famiglia Aragón.
La morte di Pedro Aragón ebbe gravi ripercussioni economiche e il resto della famiglia cadde in estrema povertà, sopravvivendo solamente grazie all'agricoltura di sussistenza. Le dure esperienze vissute durante l'adolescenza contribuirono a formare la mentalità generosa di Aragón, portandola a trattare equamente chiunque si ritrovasse di fronte, indipendentemente dallo stato di vita. Successivamente la famiglia Aragón si rilocò a Lucena, dove nel frattempo Manuel lavorava come agente per le imposte della provincia. Aragón, la quale desiderava diventare un'insegnante, si iscrisse alla Philippine Normal University di Manila grazie al supporto finanziario del futuro marito, ma fu costretta ad abbandonare gli studi dopo due anni a causa delle sue cattive condizioni di salute.

### Il matrimonio e la famiglia

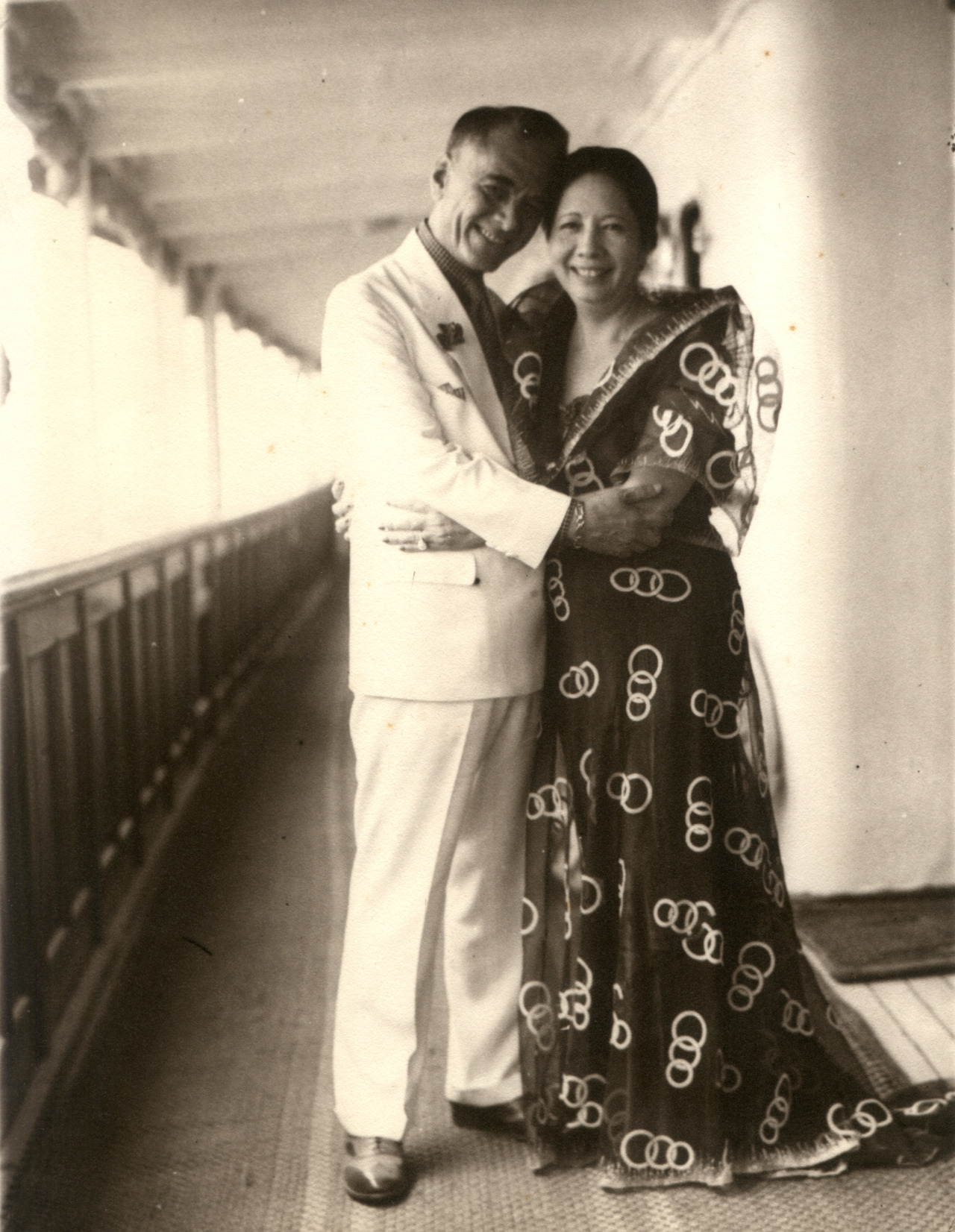
Aurora Quezon ed il marito Manuel L. Quezon

Nel 1907 Manuel L. Quezón fu eletto nell'Assemblea filippina. Nel giro di qualche anno riuscì a conquistarsi un seggio nel Senato filippino, diventando anche Presidente del Senato poco tempo dopo. Durante questo periodo, la Aragón visitava spesso Quezón a Manila. Malgrado la differenza d'eta di 10 anni, i due cugini andavano molto d'accordo e si trovavano spesso in sintonia. Nel corso degli anni il loro rapporto divenne sempre più profondo e questi intrapresero una relazione sentimentale, che tuttavia non fu subito ben accolta: per via del loro legame di parentela, sia gli Aragón che i Quezón si opposero fermamente all'unione. Desiderosi di proseguire ugualmente la relazione, i due fuggirono ed organizzarono il loro matrimonio nel dicembre del 1918 ad Hong Kong. La coppia ebbe quattro figli: María Aurora o "Baby" (1919–1949), María Zeneida o "Nini" (n. 1921), Luisa Corazón Paz (nata e morta nel 1924) e Manuel Lucio Jr. o "Nonong" (1926–1998).
Il matrimonio durò sino alla morte di Quezón, avvenuta nel 1944. La loro unione si protrasse per molti anni, nonostante Quezón avesse una reputazione da libertino; a tal proposito l'autore Stanley Karnow descrisse come la signora Quezón "ricercasse conforto nelle preghiere e nelle leggi filippine contro il divorzio". Ciononostante, la signora Quezon fu descritta come una "moglie devota e una madre severa ma comprensiva". Lo stesso Manuel Quezón lodò pubblicamente sua moglie, definendola sua "amica, compagna e partner".

### Ingresso nella scena politica e First lady
Entro i primi diciassette anni dal loro matrimonio, Manuel Quezón emerse come una delle figure dominanti nello scenario politico filippino. La sua carriera politica toccò l'apice nel 1935, quando fu eletto Presidente del Commonwealth delle Filippine. Durante la vita politica del marito, Aurora Quezón decise di dedicarsi ad organizzazioni femminili come la Federazione Nazionale dei Club delle Donne, del quale fu presidente onorario.

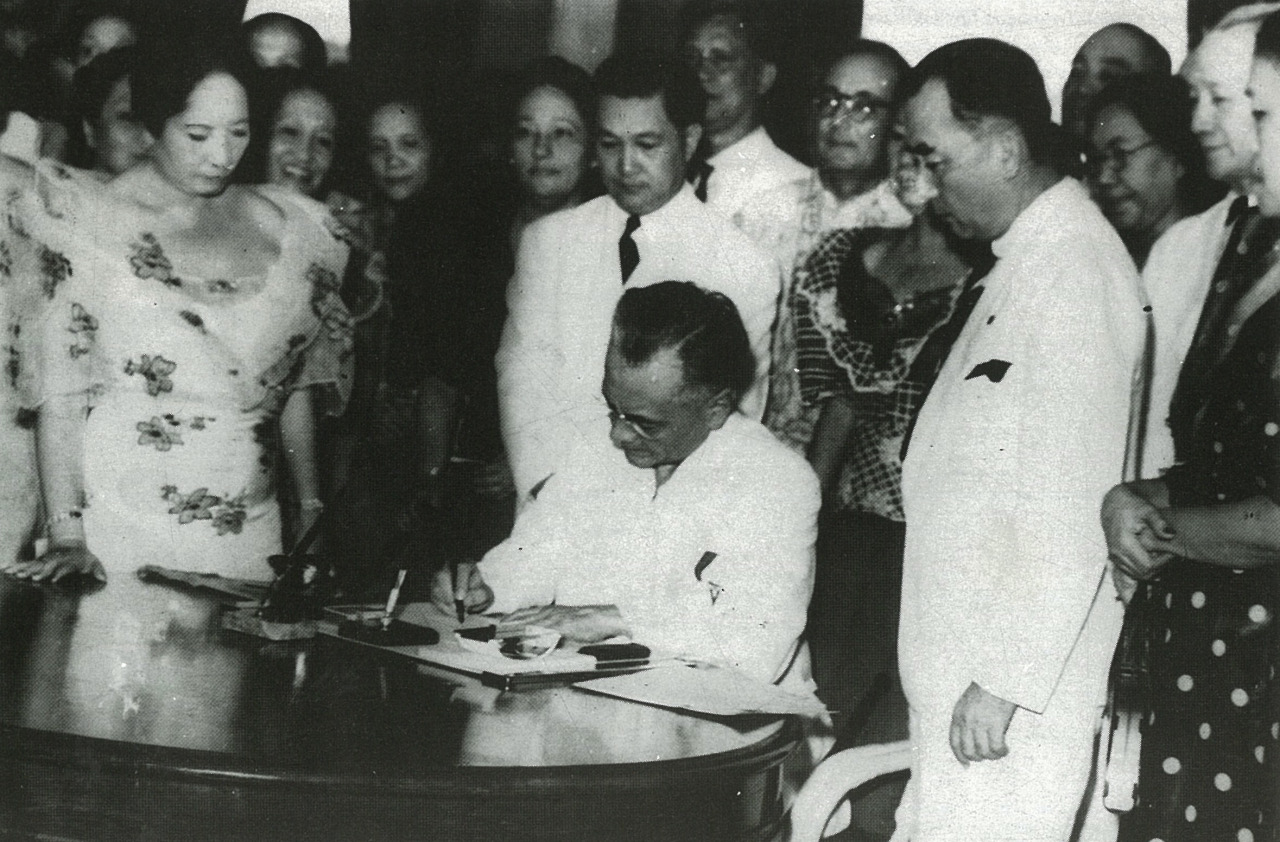
Aurora Quezon (a sinistra) osserva Manuel L. Quezon mentre firma la legge sul suffragio femminile nel 1937

La rivista Time Magazine descrisse la Quezón come una signora "dignitosa e corpulenta". I Quezón furono la prima coppia presidenziale a risiedere nel palazzo di Malacañan; tuttavia la moglie del presidente decise di spendere il minor tempo possibile nel palazzo, preferendo risiedere in un kubo (un particolare tipo di capanna costruita su palafitte) locato nel parco di Malacañang, oppure nella sua fattoria ad Arayat. Aurora Quezón fu comunque una First lady attiva, impegnandosi personalmente nella campagna per dare alle donne filippine il diritto di voto, obbiettivo che fu realizzato nel 1937 attraverso la legge sul suffragio femminile. Fu inoltre particolarmente impegnata nella gestione della fattoria di famiglia ad Arayat, per dimostrare come si potesse applicare uguaglianza sociale al rapporto fra proprietario terriero ed affittuario. Diede anche un notevole supporto allo scautismo femminile ed al guidismo, oltre che ad un noto orfanotrofio di Manila chiamato Associación de Damas Filipinas. Fu altresì presidente onorario di un altro orfanotrofio, il White Cross, locato a San Juan.
Manuel L. Quezón venne rieletto nel novembre 1941, ma la sua presidenza dovette subito affrontare un duro problema quando il Giappone invase le Filippine il mese successivo. La First lady accompagnò il proprio marito all'isola di Corregidor nel dicembre del 1941, quando Manuel L. Quezón prestò giuramento per il suo secondo mandato di fronte al giudice capo della Corte Suprema filippina José Abad Santos. Per i due mesi successivi la famiglia Quezón rimase a Corregidor dove, nonostante le difficili condizioni di vita, la First lady mantenne il proprio portamento e organizzò messe quotidiane. Nel febbraio 1942 i Quezón iniziarono un lungo viaggio per sfuggire dalle mani delle forze giapponesi, raggiungendo dapprima l'Australia ed infine gli Stati Uniti nel giugno del medesimo anno. Il governo in esilio sarebbe rimasto a Washington per tutto il resto della seconda guerra mondiale.
Con l'avanzare dell'età, in quegli anni Manuel L. Quezón iniziò ad avere diversi problemi di salute. Durante il periodo in esilio, la First lady dedicò il proprio tempo alla cura del Presidente malato, il quale morì di tubercolosi a Saranac il 1º agosto 1944. Successivamente il resto della famiglia Quezón si rilocò a California, in attesa di poter ritornare per le Filippine. Nel frattempo Quezón e le proprie figlie lavorarono come infermiere volontarie per la Croce Rossa, in attesa di poter far ritorno nella madrepatria.

### L'attività nel dopoguerra
Al suo ritorno nelle Filippine, all'ex First Lady fu conferita una pensione mensile di 1.000 pesos da parte del Congresso filippino. Ciononostante, Quezón rifiutò l'assegno mensile che le spettava, dichiarando: «Credo che a nome delle ... innumerevoli vedove di guerra e degli orfani ...  io debba rinunciare alla mia pensione ... io non posso, in buona coscienza, ricevere assistenza da parte del Governo quando così tante mie sorelle meno fortunate e i loro figli non hanno ancora ricevuto alcuna cura ... (se accettassi) so che non manterrei fede alla memoria del mio amato marito ....». Fu detto che tale gesto "dimostrò per quale motivo migliaia di filippini la considerano come una regina-madre e una patrona". Inoltre, alla Quezón fu offerto un posto nel Partito Liberale per le elezioni del Senato del 1946, che però rifiutò. Tuttavia diede il proprio sostegno alla candidatura a presidente di Manuel Roxas, il quale si impose sul vicepresidente di Manuel Quezón e suo successore, Sergio Osmeña, divenendo il nuovo Capo di Stato. Roxas fu uno stretto amico di Manuel Quezón, ed era stato designato da quest'ultimo come suo successore in politica.
Grazie al supporto attivo di Quezón, la Croce Rossa Nazionale Filippina fu istituita come un'organizzazione indipendente della Croce Rossa. L'ex First lady divenne il primo presidente della Croce Rossa Nazionale Filippina, ricoprendo tale posizione sino alla sua morte. Fu inoltre nominata vicepresidente onorario della Società Filippina per la tubercolosi.
Durante il dopoguerra la Quezón continuò ad essere impegnata in opere civili, dando ad esempio un fondamentale aiuto per la ricostruzione della Chiesa di Antipolo. Ricevette anche dottorati onorari da parte dell'Università di Santo Tomas e dell'Università di Michigan. Le fu inoltre conferito il Premio Ozanam da parte dell'Università Ateneo de Manila e la Croce Pro Ecclesia et Pontifice da parte di Papa Pio XII.

### L'assassinio

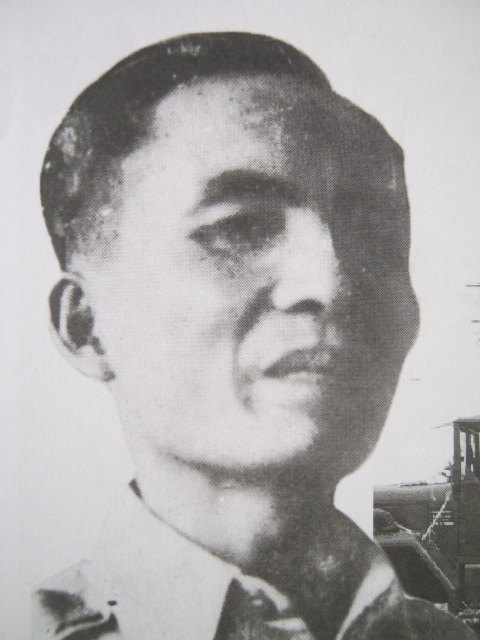
Luis Taruc, leader supremo dell'Hukbalahap, negò qualsiasi suo coinvolgimento nell'assassinio di Aurora Quezón

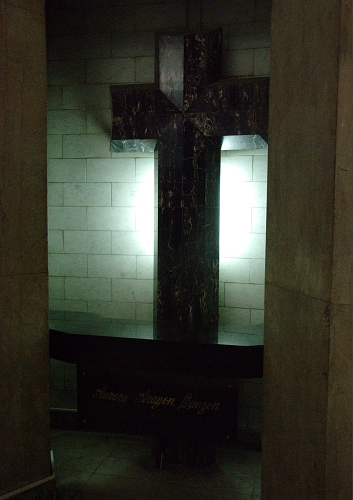
Aurora Quezón è sepolta a pochi metri dal marito all'interno del Quezon Memorial Circle a Quezon City.

La dedizione di Aurora Quezón al lavoro civico la portò, seppur indirettamente, alla morte. La mattina del 28 aprile 1949 la Quezón partì da Manila per recarsi nella cittadina natia del marito, Baler, per assistere all'inaugurazione del Quezon Memorial Hospital. In precedenza fu avvertita riguardo alla pericolosità del viaggio, per via delle frequenti attività insurrezionali organizzate nella Luzon Centrale dall'Hukbalahap, l'armata militare del Partito Comunista delle Filippine. Tuttavia, la Quezón ignorò le precauzioni, dichiarando il mattino del viaggio: «(il supremo dell'Hukbalahap) Luis Taruc sa che ho i capelli bianchi e non mi farà del male.» Essendo a conoscenza della difficoltà del viaggio, nonché della presenza minacciosa dell'Hukbalahap, il Presidente in carica Elpidio Quirino offrì all'ex First Lady la possibilità di utilizzare il suo aereo personale, ma ella rifiutò. Nonostante la tranquillità della Quezón, quest'ultima fu accompagnata da un convoglio di tredici veicoli, inclusi due jeep militari con a bordo soldati armati. A bordo della berlina Buick della Quezón, assieme a lei, erano presenti la figlia Baby, allora una studentessa dell'Università di Santo Tomas, il cognato Felipe "Philip" Buencamino, il Sindaco della città di Quezon Ponciano Bernardo ed infine il generale ed ex Capo delle Forze Armate Rafael Jalandoni.
Aurora Quezón partì dalla sua residenza a Gilmore Avenue alle 5 del mattino. Il gruppo decise di passare per la Baler-Bongabon Road, una strada di montagna che connetteva Baler a Nueva Ecija inaugurata dalla stessa Quezón nel 1940. Di fronte ad un duro percorso polveroso, su richiesta della Quezón, la sua berlina guidò la fila di veicoli, allontanandosi presto dalle jeep militari che la seguivano. Mentre il veicolo della Quezón attraversava un percorso di montagna nei pressi di Bongabon, questo fu improvvisamente bloccato da un gruppo di uomini armati. Nonostante il generale Jalandoni ed il Sindaco Bernardo li avessero avvisati che la signora Quezón era a bordo del mezzo di trasporto, gli uomini ignorarono le loro proteste e una raffica di proiettili esplose dai lati della strada e dalle pendici della montagna. In seguito fu rivelato che tra i cento e duecento uomini armati parteciparono all'attacco. La Quezón, sua figlia Baby e Bernardo rimasero uccisi all'istante, mentre suo cognato venne ferito mortalmente. I soldati presenti nel convoglio arrivarono immediatamente nel luogo dell'attacco e scambiarono colpi da fuoco con gli assalitori, i quali furono in grado di racimolare gli oggetti di valore delle vittime prima di fuggire. In totale rimasero uccisi dodici membri del gruppo della Quezon e dieci degli assalitori.
Secondo la testimonianza dell'unico sopravvissuto, il generale Jalandoni, il movente dell'incidente fu una rapina, culminata però in tragedia. Jalandoni affermò che quando la macchina della Quezón fu bloccata, vide il colonnello San Agustin (una delle vittime) giacere privo di vita dietro le ruote della vettura. Nonostante le proteste del sindaco Bernardo, gli uomini armati lo uccisero all'istante e procedettero con la rapina, rubando prima il braccialetto della Quezón e in seguito rilasciando una scarica di proiettili contro le vittime indifese. Infine, queste ultime vennero private dei loro gioielli e di altri oggetti di valore.
L'incidente destò impressione e sdegno a livello nazionale e internazionale. Il Presidente degli Stati Uniti Harry Truman si dichiarò allibito e si espresse semplicemente con le seguenti parole: «È stato terribile.» Furono dichiarati nove giorni di lutto nazionale, e il Presidente delle Filippine Elpidio Quirino (che lavorò come segretario di Manuel L. Quezon) pianse apertamente durante i funerali dell'ex First lady. La Quezón fu sepolta nel Manila North Cemetery. Ai funerali erano presenti anche i membri restanti della famiglia Quezón: il figlio Manuel Jr. e la figlia Nini, rimasta anch'essa vedova a causa del massacro. Sebbene nessun Presidente filippino sia mai stato assassinato, Aurora Quezón è una dei tre coniugi presidenziali ad essere stato ucciso, assieme ad Alicia Syquia-Quirino e Benigno Aquino Jr., entrambi morti prima dell'elezione dei rispettivi consorti.
Fin dai primissimi giorni in seguito al massacro, presso parte della pubblica opinione si diffuse la convinzione che l'Hukbalahap fosse il responsabile ultimo dei fatti. Benché gli Huks fossero in piena attività durante quegli anni, la scomparsa della Quezon fu un evento del tutto inaspettato per la popolazione filippina. L'attacco sembrò pianificato già dall'inizio. In preparazione all'assalto, gli uomini armati bloccarono la strada e derubarono i passeggeri delle vetture di passaggio; uno dei passeggeri derubati affermò di aver intravisto un suo ex dipendente tra le file degli uomini armati. Mentre il generale Jalandoni accusò i membri dell'Hukbalahap come responsabili, il direttore del Philippine Constabulary, invece, disse che si trattò di un caso isolato e attribuì la colpa a dei banditi. In sostegno di Jalandoni, anche il Presidente filippino Elpidio Quirino attribuì la responsabilità dei fatti ai membri dell'Hukbalahap, esortando inoltre i filippini ad una "guerra popolare contro i dissidenti".
Luis Taruc, noto come il Supremo dell'Hukbalahap, negò la partecipazione delle sue truppe nella vicenda e in seguito affermò che il gruppo stava conducendo delle investigazioni interne per capire se qualcuno di loro avesse infranto le regole e partecipato alle uccisioni. L'indignazione causata dall'imboscata intensificò le tensioni tra il governo filippino e la ribellione dell'Hukbalahap, portando il Presidente Elpidio Quirino a dichiarare guerra totale contro il movimento di guerriglia. Taruc condannò fermamente l'incidente e dichiarò che se le sue investigazioni avessero provato la partecipazione delle sue truppe, sarebbe ricorso a delle punizioni. Ciononostante, dopo la resa di Taruc nel 1954, quest'ultimo fu condannato per l'assassinio di Quezón e delle altre vittime dell'assalto; tale condanna fu però annullata prima ancora dell'udienza e Taruc fu assolto da ogni crimine riguardante l'incidente. Nel corso degli anni cinquanta, diversi altri membri dell'Hukbalahap furono condannati per aver partecipato al massacro, e cinque di essi furono condannati alla pena di morte dalla Corte d'Appello della città di Cabanatuan. Successivamente, Luis Taruc affermò che l'attacco nei confronti dei Quezón fu discusso durante un incontro fra membri del politburo tra il dicembre 1949 ed il gennaio 1950: «... l'uccisione accidentale nel corso di un agguato da parte degli Huk, della signora Quezon, vedova del defunto Presidente Quezon, e di sua figlia. La maggioranza ha assunto un caratteristico atteggiamento comunista nei confronti di questo evento deplorevole. Le vittime erano "nemici di classe" e ciò sistemò tutto.»  Taruc ipotizzò il coinvolgimento di un gruppo scissosi dall'Hukbalahap, attribuendo la responsabilità dell'accaduto ad un certo Kumander Byernes: quest'ultimo non fu mai catturato dalle forze del governo.
Il 28 aprile 2005, a cinquantasei anni esatti dalla morte, i resti di Quezón furono trasferiti dal Manila North Cemetery per essere interrati in una cripta nera a fianco del sarcofago del marito al Quezon Memorial Circle, situato nella città di Quezon. La cerimonia di trasferimento fu svolta in presenza del Presidente Gloria Macapagal-Arroyo e di Zenaida "Nini" Quezón-Avanceña, ultima figlia sopravvissuta della coppia.

## Causa di beatificazione
Il reverendo Honesto Ongtioco, vescovo della diocesi di Cubao, ha aperto la causa di beatificazione che è nelle fasi preliminari dell'indagine diocesana, ma non ha ancora ricevuto il decreto nihil obstat dalla Congregazione delle cause dei santi. Ora Aurora Quezón ha il titolo di Serva di Dio.

## Eredità
Il Manila Provincial Road che collegava Quezon a Manila fu rinominato Aurora Boulevard (noto anche come Aurora Avenue) nel 1951 in memoria di Aurora Quezon. Nel medesimo anno Elpidio Quirino istituì la sotto-provincia di Aurora, comprendente Baler e le aree circostanti all'adiacente provincia di Quezon. Il 13 agosto 1979, in seguito ad un apposito referendum indetto dal Presidente Ferdinand Marcos, venne ufficializzata la separazione della provincia di Aurora dall'originaria provincia di Quezon.
Manuel ed Aurora Quezon sono gli unici sposi ad avere delle omonime province nelle Filippine, rinominate in loro memoria. Il primo edificio eretto nell'Aurora Boulevard, locato nei pressi dell'Araneta Center di Cubao, venne chiamato Aurora Tower in suo onore. Il suo più grande contributo nel campo dell'educazione fu l'apertura del Mount Carmel College of Baler (in precedenza noto come Mount Carmel High School), una scuola cattolica fondata nel 1948 da carmelitani statunitensi arrivati nella città in seguito al suo invito. L'associazione Concerned Women of the Philippines istituì un premio, l'Aurora Aragon Quezón Peace Award, in sua memoria. A San Andres Malate fu eretta in suo onore una scuola elementare, l'Aurora A. Quezon Elementary School. Un'area naturale protetta situata nel Luzon Centrale, il Parco del memoriale di Aurora, fu rinominata in suo onore dal Presidente Quirino nel 1949.